# Aceratheriinae
Aceratheriinae es una subfamilia extinta de rinocerontes que vivieron en Asia, África, Europa y Norteamérica desde el período Oligoceno hasta el Plioceno, viviendo desde hace unos 33,9 millones de años hasta hace unos 3,4 millones de años.

## Taxonomía
- Alicornops - Europa, Asia
- Aphelops - Norteamérica
- Floridaceras - Norteamérica
- Peraceras - Norteamérica
- Tribu Aceratheriini[2] - Europa, Asia, África
  - Aceratherium - Europa, Asia, África
  - Acerorhinus - Asia
  - Plesiaceratherium - Eurasia
- Tribu Chilotheriini[3] - Eurasia
  - Chilotherium - Eurasia
  - Shansirhinus - Asia

Aceratheriinae fue nombrado por Dollo (1885). Fue asignado a Rhinocerotida por Codrea (1992); y a la familia Rhinocerotidae por Prothero (1998), Antoine et al. (2000), Kaya y Heissig (2001), Sach y Heizmann (2001) y Deng (2005).